# Bundaberg
Bundaberg é uma cidade pertencente ao estado de Queensland, Austrália. Situa-se às margens do rio Burnett, aproximadamente a 385 km ao norte da capital do estado, Brisbane e 15 km da costa. Bundaberg é o maior núcleo populacional da região de Wide Bay-Burnett. A população da cidade de Bundaberg gira em pouco mais que 50 mil habitantes, porém a população combinada de Bundaberg e dos arredores do Condado de Burnett possui cerca de 74 mil habitantes. A estimativa da população de Bundaberg para 2016 é de 92 mil.
Em 27 de Março de 2008, Bundaberg será fundida com dois condados vizinhos, Kolan e Isis, o que fará a população da cidade subir para cerca de 85 mil habitantes.
É dito que a origem do nome da cidade é uma combinação artificial de bunda, palavra de origem aborígene e que denota um homem importante, e o sufixo alemão berg, que indica montanha. A cidade é coloquialmente conhecida como "Bundy".
O grupo aborígene local é formado pelos Gurang Gurang (goo-rang goo-rang).
De acordo com o classificação climática de Köppen-Geiger, Bundaberg tem um clima subtropical húmido (Cfa).
Bundaberg é cidade-irmã de Nanning, na China e Settsu, no Japão.